# Opalinater
Opalinater (Opalinata) är en understam av protozoer tillhöriga stammen Sarcomastigophora.
Organismerna är tillplattat ovala och dess cellyta täcks av längsgående rader av flageller. De kan bli över 1 millimeter långa. Opalinaterna lever parasitiskt i tarmen och särskilt kloaken hos växelvarma ryggradsdjur oftast groddjur. Två vanliga släkten är Opalina och Protoopalina.